# 沈順從
沈順從（1952年—2017年3月15日），臺灣南投縣鹿谷鄉人，發明家、慈善家、慈濟基金會志工，有慈濟環保筷等專利，其奮鬥故事改編為大愛電視劇大愛劇場《情義月光》。

## 生平

### 三級貧戶者
沈順從出身南投縣鹿谷鄉小半天一帶，因父親經營茶業不善家道中落。一家人成為三級貧戶，住在埔里廢棄雞寮搭建的破舊房舍裡，經常三餐不繼。因貧困，他從國小畢業後就到台中一家鐵工廠學做黑手，二十歲時自行創業做模具沖床。

### 設計飄逸杯
沈順從在台北縣中和市連城路107號開設聿祥企業公司，販賣霧社種植的軟枝烏龍。1986年，他推出一種能利用槓桿原理、來控制水流、濃度的茶壺杯組合，作為賣茶贈品，後因受歡迎在改良後單獨銷售。女兒沈庭誼回憶，小時候常看到父親為修改發明的小問題埋首苦幹。這組杯壺，讓他得到日本國際發明展金牌獎及第二屆中華傑出發明家，並在1998年美國匹茲堡國際發明展中得到食品飲料器具類、辦公室用品類、廣告促銷類、技術與藝術類兩金牌、一銀牌、一銅牌。
事業有成後，沈順從認養台灣兒童暨家庭扶助基金會的十二名弱勢孩童。他又買下昔日居住的雞寮，改建為文創故事館，陳設他發明的作品。
此外，沈順從喜歡收集石頭，辦過石頭展覽。

### 遭逢九二一
後，沈順從搬回埔里，在當地買了十二甲的地種茶，並加入慈濟。
九二一地震當夜，沈順從與妻子古春蘭、孫女都在埔里，地震時全家夜半奪門而出，見到埔里基督教醫院塞滿了傷患和屍體。黎明，沈順就和長期合作訪貧救災的駱駝車隊、無重大災情的慈濟人著手設立急難指揮中心，不到八點開始供應早餐。
因為店面與住家都被判定全倒，沈順從領到新台幣四十萬元補助金，他自己又湊成新台幣一百萬元，全部捐作慈濟「希望工程」之用，還拿自己發明的飄逸杯、飄逸壺義賣。他又與埔里礦泉水商人莫耀南發起組織「九二一惜時聯誼會」，以會員認領方式替受災戶自力造屋。

### 設計環保筷
2000年，沈順從開始構思設一種伸縮型環保筷。證嚴法師交代沈順從為慈濟中小學設計環保餐具，以簡單、好用、美觀、便宜為原則，但他作了三次都沒有達到證嚴要求。在改進環保筷到第三版後，沈順從採用四角造型、凹凸點設計以增加食物接觸面積，頂端的按鈕能讓下半截會像自動鉛筆一樣彈出。起初推出時，因伸縮筷一雙要價兩百二十五元，慈濟人認為太貴了，並不看好。但2005年推出時，爆發免洗筷殘留二氧化硫的報導，因此這種環保筷受歡迎，從一個月生產一萬二千雙，到2006年擴大產能到每個月七、八萬雙。他卻無從此牟利，專利權早過戶給慈濟。證嚴會拿他的伸縮筷作為贈禮。
2010年，大愛電視委外將沈順從的奮鬥改編成電視劇《情義月光》，由許仁杰、游安順等人飾演沈順從。作家楊麗玲將沈順從的人生故事寫成口述歷史自傳書《走自己的路：學徒發明家沈順從打拚改變命運》，四塊玉文創出版，於2014年1月8日在沈順從的文創故事館舉行新書發表會。
2017年3月15日清晨，沈順從因病過世，享壽六十五歲，臨終前掛念出資的緬甸八村聯合診所、救護系統建置的進度。